# San Secondo (Magnano)

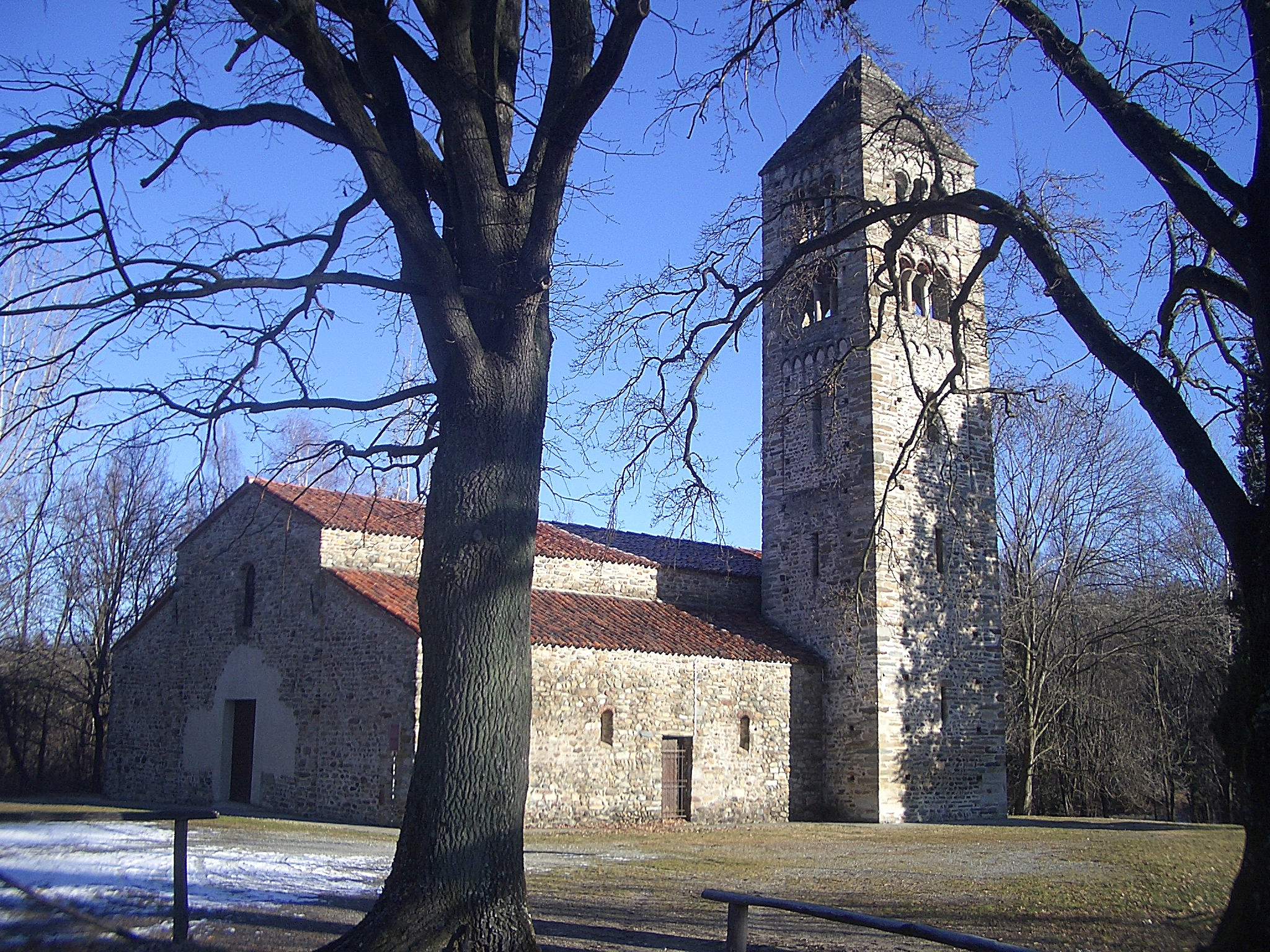
Die Kirche San Secondo

Die Kirche San Secondo erhebt sich auf einer ausgedehnten Lichtung jenseits des Kamms der Serra Morenica von Ivrea, nicht weit vom Sitz der Klostergemeinschaft von Bose, im Gebiet der Gemeinde von Magnano. Durch den Reiz des Ortes und durch die Eleganz ihrer Formen stellt sie eines der interessantesten Beispiele romanischer Architektur zwischen den Gebieten von Biella und Canavese dar.

## Historische und architektonische Anmerkungen
Am Ort der Kirche, die dem heiligen Secundus, einem der Märtyrer der Thebaischen Legion, geweiht ist, gab es eine ältere, von den Benediktinern erbaute Kirche, die niedriger und einschiffig war. In der ersten Hälfte des 11. Jahrhunderts wurde die Kirche aufgestockt und erweitert, bis sie ungefähr ihr heutiges Aussehen annahm.
Die architektonische Struktur der Kirche mit Quadermauern und Kieselsteinen in horizontalen Bändern entspricht der gewöhnlichen volkstümlichen Romanik mit einer einfachen Fassade mit Vorsprüngen und einer internen Aufteilung in drei Schiffe. Das Mittelschiff und das rechte Schiff enden jeweils in Apsiden von unterschiedlicher Größe, die mit engen, deutlich ausgeschmiegten Fenstern versehen und mit Lisenen und Bogenfriesen unterhalb der Dachtraufe ausgeschmückt sind. Man ahnt, dass die kleine Apsis links der Errichtung des Glockenturms in den darauffolgenden Jahren geopfert wurde.
Der Glockenturm, dem man am Ende des rechten Schiffs Raum geschaffen hat, hat ein sehr elegantes Aussehen, wobei die unteren Abschnitte kompakter sind und nur Scharten aufweisen, während die oberen Abschnitte durch elegante Drillingsfenster mit kleinen Säulen und Kämpferkapitellen gelockert werden.
Innerhalb der Kirche sind die drei Schiffe durch rustikale rechteckige Pfeiler mit Rundbögen unterteilt; der Raum wird abgedeckt durch Dachbinder aus Holz. Am Ende des rechten Schiffes hat sich an der Wand des Glockenturms ein Fresko aus dem 13. oder 14. Jahrhundert erhalten, das die Kreuzigung mit Madonna und Johannes darstellt.
Die Kirche hatte eine sehr bewegte Geschichte. Sie wurde ursprünglich errichtet, als sie noch vom alten Ort Magnano umgeben war, verlor dann an Bedeutung, und ab dem Ende des 14. Jahrhunderts zog die Bevölkerung talwärts dorthin, wo die derzeitige Gemeinde Magnano liegt. Zu Beginn des 17. Jahrhunderts wurde die Rolle der Pfarrkirche von der neuen Kirche Santa Marta übernommen, und es lag kein Grund vor, die alte romanische Kirche zu erhalten: 1606 wurde daher ihr Abriss beschlossen, um das Baumaterial für die neue Kirche zu verwenden. Die Gläubigen widersetzten sich jedoch erfolgreich dieser Entscheidung, und die Kirche blieb in Nutzung; man stattete sie mit barocken Zusätzen aus. Im Lauf des 19. Jahrhunderts ließ man sie erneut verfallen. Erst 1968 beschlossen die Provinz Vercelli und die Oberintendantur des Piemont, das Gebäude zu restaurieren und ihm das ursprüngliche romanische Aussehen wiederzugeben.